# بیدرسهاوزن
بیدرسهاوزن (به آلمانی: Biedershausen) یک شهر در آلمان است که در زودوستپفالتس واقع شده‌است. بیدرسهاوزن ۲۷۱ نفر جمعیت دارد.